# CIELUV

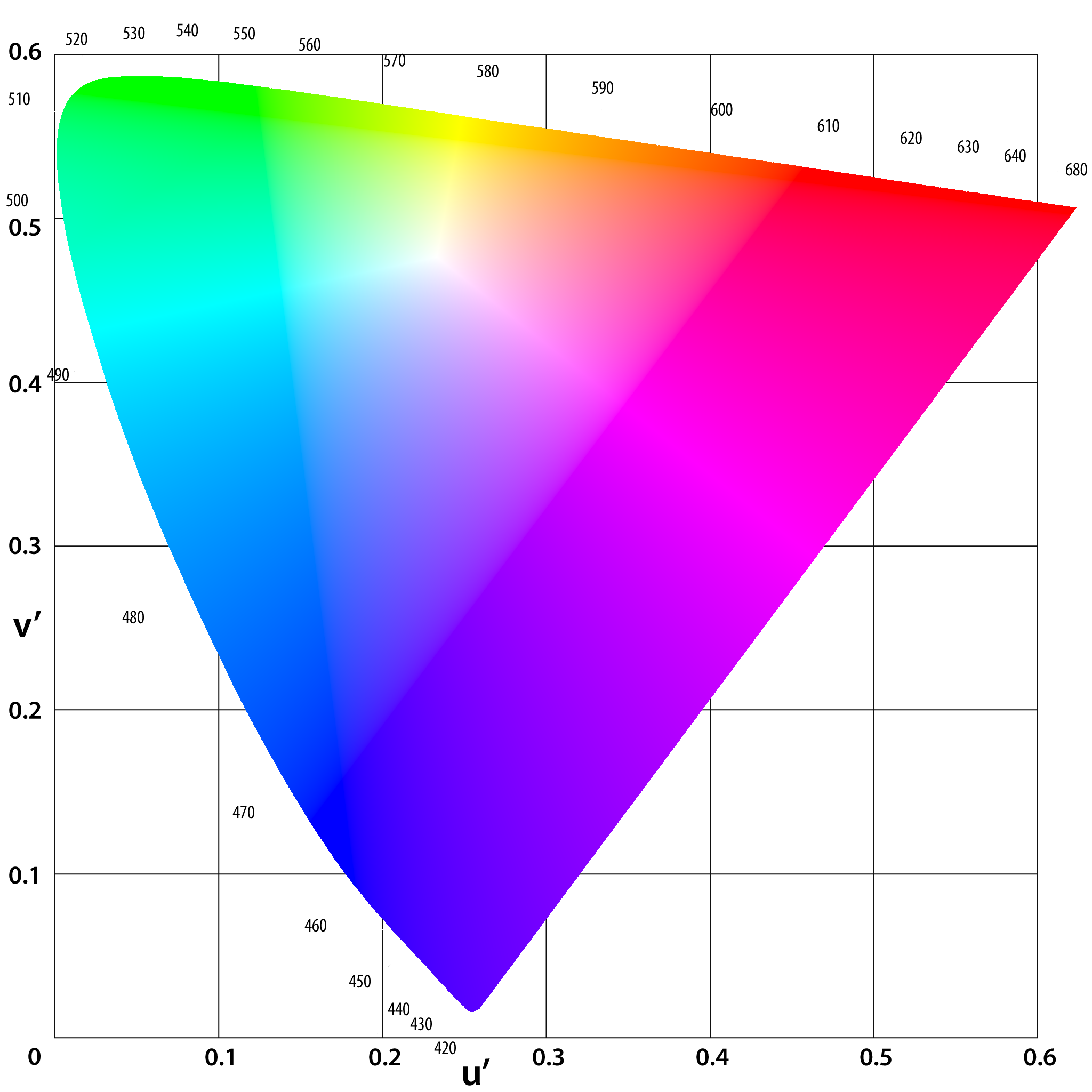
(u′, v′) diagramma di cromaticità, conosciuta anche come CIE 1976 UCS (scala di cromaticità uniforme)

In colorimetria, lo spazio colore CIE 1976 (L*, u*, v*) conosciuto nella sua abbreviazione CIELUV è uno spazio colore adottato dalla Commissione internazionale per l'illuminazione (CIE) nel 1976, come una trasformazione semplice da calcolare dello spazio colore 1931 CIE XYZ ma che tenta una uniformità percettiva.
È usato molto per applicazioni di computer grafica che trattano le luci colorate.
Sebbene la miscela di luci colorate diverse sia lineare nel diagramma di cromaticità uniforme (CIE 1976 UCS), non è lineare nello spazio completo CIELUV, a meno di luminosità costante.

## La trasformazione in avanti
CIELUV si basa su CIEUVW che è un altro tentativo di definire una codifica con  uniformità nella percettibilità della differenza di colore.
Le relazioni non lineari per  L*, u*, e v* sono date sotto:
{\displaystyle {\begin{aligned}L^{*}&={\begin{cases}\left({\frac {29}{3}}\right)^{3}Y/Y_{n},&Y/Y_{n}\leq \left({\frac {6}{29}}\right)^{3}\\116\left(Y/Y_{n}\right)^{1/3}-16,&Y/Y_{n}>\left({\frac {6}{29}}\right)^{3}\end{cases}}\\u^{*}&=13L^{*}\cdot (u^{\prime }-u_{n}^{\prime })\\v^{*}&=13L^{*}\cdot (v^{\prime }-v_{n}^{\prime })\end{aligned}}}